# Voluntarismo
Voluntarismo é "qualquer sistema metafísico ou psicológico que atribui à vontade (latim: voluntas) um papel mais predominante do que o atribuído ao intelecto", ou equivalentemente "a doutrina que a vontade é o fator básico, tanto no universo quanto na conduta humana". Esta descrição foi aplicada a vários pontos de vista de diferentes épocas culturais nas áreas de metafísica, psicologia, filosofia política e teologia. 
O termo voluntarismo foi introduzido por Ferdinand Tönnies na literatura filosófica e usado particularmente por Wilhelm Wundt e Friedrich Paulsen. Voluntarismo também é considerado a tese de que podemos adotar crenças e outras atitudes proposicionais de acordo com nossa vontade.
O filósofos Sun Tzu e Lao Zi são considerados por muitos como voluntaristas. Descartes adota um ponto de vista voluntarista nas suas Meditações, mais especificamente na "Quarta Meditação". Spinoza se opõe ao voluntarismo nas proposições 48 e 49 da segunda parte da Ética (livro).

## Voluntarismo teológico
Associado a Duns Scotus e Guilherme de Ockham (dois dos principais filósofos escolásticos medievais), o voluntarismo teológico medieval geralmente é considerado a ênfase filosófica na vontade divina e na liberdade humana (voluntas superior intellectu). Por exemplo, Scotus sustentou que a moralidade vem da vontade e escolha de Deus, e não de seu intelecto ou conhecimento. Por conseguinte, Deus deve ser definido como um ser onipotente cujas ações não devem e não podem ser racionalizadas e explicadas através da razão. Como tal, o voluntarismo é geralmente contrastado com o intelectualismo, defendido pelo escolástico Tomás de Aquino.
O voluntarismo teológico também se refere a compromissos teológicos—isto é, interpretações específicas de doutrinas de cristianismo—discutivelmente realizados por certos filósofos naturais modernos cedo como Pierre Gassendi, Walter Charleton, Robert Boyle, Isaac Barrow e Isaac Newton. Isso resultou em uma abordagem empírica associada ao início da ciência moderna e em uma teologia voluntarista que permite que a fé ou crença em Deus possa ser alcançada pela vontade, em vez de exigir uma graça divina anterior da fé ao indivíduo. Essa noção vale pelo menos na medida em que encontrou favor entre alguns historiadores e filósofos (por exemplo, o historiador Francis Oakley e o filósofo Michael B. Foster). Um teólogo do voluntarismo do século XX foi James Luther Adams.

## Voluntarismo metafísico
Um defensor do voluntarismo metafísico é o filósofo alemão do século XIX Arthur Schopenhauer. Para ele, a vontade não é raciocinar, mas um desejo irracional e inconsciente em relação ao qual o intelecto representa um fenômeno secundário. A vontade é realmente a força no centro de toda a realidade. Esse afastamento da dinâmica pulsão–intenção–vital influenciou mais tarde Friedrich Nietzsche (vontade de poder), Philipp Mainländer (vontade de morrer), Eduard von Hartmann, Julius Bahnsen e Sigmund Freud (vontade de prazer). 

## Voluntarismo político
Voluntarismo político (em inglês, voluntaryism), é a visão que entende que a autoridade política é baseada na vontade. Essa visão, proposta por teóricos como Thomas Hobbes, Jean-Jacques Rousseau e muitos membros da tradição idealista alemã, entende que a autoridade política emana de uma vontade. Tornou-se na contemporaneidade uma corrente de pensamento filosófico, ético, jurídico e econômico associada ao liberalismo e libertarianismo, e que só reconhece, como corretas e válidas, as relações voluntárias (entendendo-se por "relações voluntárias" ou  "contratos voluntários" os contratos e relações livremente aceitos, ou livres de coerção), sejam elas de qual espécie forem, não tendo validade, porém, em hipótese alguma, as relações voluntárias que visem a retirar, do indivíduo, seus direitos naturais (autonomia, liberdade e propriedade de cada um sobre si mesmo e sobre suas coisas honestamente adquiridas e não comprometidas por contrato), podendo, entretanto, haver compromissos que impliquem na diminuição de certas liberdades. Ela é muito criticada na política de esquerda quando não vem acompanhada de outras formas de reivindicação;
No discurso marxista, o voluntarismo foi usado para designar uma conexão entre um compromisso filosófico com o voluntarismo metafísico (especialmente a filosofia de Mach) e um compromisso político com táticas revolucionárias extremas, particularmente associadas a Alexander Bogdanov. Hoje, a maioria dos voluntaristas auto-identificados são libertários. 

## Voluntarismo crítico
O voluntarismo crítico de Hugo Dingler na filosofia da ciência é uma forma de convencionalismo que postula que a teorização nas ciências começa com uma inevitável decisão livre da vontade. A escola sucessora do voluntarismo crítico de Dingler é o construtivismo metódico da Escola Erlangen (cf. também o culturalismo metódico da Escola Marburg). 